# الدوري السويدي الدرجة الثانية 1982
الدوري السويدي الدرجة الثانية 1982 (بالسويدية: Division II i fotboll 1982)‏ هو موسم من الدوري السويدي الدرجة الثانية. فاز فيه نادي يورغوردينس.